# Euripus candidus
Euripus candidus är en fjärilsart som beskrevs av Walter Karl Johann Roepke 1938. Euripus candidus ingår i släktet Euripus och familjen praktfjärilar. Inga underarter finns listade i Catalogue of Life.